# Kiely Williams
Kiely Alexis Williams (Alexandria (Virginia), 9 juli 1986) is een Amerikaans actrice en zangeres. Ze was in 2001 lid van de groep 3LW samen met Naturi Naughton en Adrienne Bailon. Sinds 2006 t/m 2009 maakte ze deel uit van de groep The Cheetah Girls samen met Adrienne Bailon en Sabrina Bryan.

## Films
| Jaar | Titel                              | Rol                     | Opmerkingen                 |
| ---- | ---------------------------------- | ----------------------- | --------------------------- |
| 2001 | Taina                              | Leah                    | 1 aflevering (Blue Mascara) |
| 2003 | The Cheetah Girls                  | Aquanette "Aqua" Walker | Disney Channel              |
| 2004 | The Cheetah Girls serie            | Aquanette "Aqua" Walker | werd gefilmd later afgelast |
| 2006 | The Cheetah Girls 2: When In Spain | Aquanette "Aqua" Walker | Disney Channel              |
| 2008 | The Cheetah Girls 3: One World     | Aquanette "Aqua" Walker | Disney Channel              |
| 2008 | The House Bunny                    | Lily                    | Rol                         |
| 2010 | Elle: a modern cinderella tale     | Kandi Kane              | Rol                         |

## Albums

### The Cheetah Girls
- The Cheetah Girls
- The Cheetah Girls 2
- Cheetah-licious Christmas
- TCG

### 3LW
- 3LW
- A Girl Can Mack
- Naughty Or Nice